# انتشار صفر خالص

اهداف اقلیمی مختلف و تاریخ مربوط به آنها برای رسیدن انتشار به صفر خالص

انتشار صفر خالص (به انگلیسی: Net-zero emissions) جهانی زمانی حاصل می‌شود که انتشار گازهای گلخانه‌ای و حذف آنها به دلیل فعالیت‌های انسانی در تعادل باشند. اغلب به این حالت صرفاً صفر خالص (به انگلیسی: Net-zero) می‌گویند. انتشار گازهای گلخانه‌ای می‌تواند به تمام گازهای گلخانه‌ای یا فقط کربن دی‌اکسید (CO2
) اشاره داشته باشد. رسیدن به صفر خالص برای جلوگیری از گرمایش جهانی بیشتر ضروری است. این امر مستلزم کاهش شدید انتشار گازهای گلخانه‌ای است، به عنوان مثال با تغییر از سوخت‌های فسیلی به انرژی پایدار، بهبود بهره‌وری انرژی و توقف جنگل‌زدایی. بخش کوچکی از انتشار گازهای گلخانه‌ای را می‌توان با حذف دی‌اکسید کربن جبران کرد.
مردم معمولاً اصطلاحات صفر خالص، خنثی بودن کربن و خنثی بودن آب و هوا را به یک معنا به‌کار می‌برند،: ۲۲–۲۴  اما در واقع این اصطلاحات تفاوت‌هایی دارند. برای مثال، برخی استانداردهای مرتبط با خنثی بودن کربن، اجازهٔ جبران کامل یا بخش زیادی از انتشار کربن را می‌دهند، در حالی که در استانداردهای صفر خالص، لازم است بیش از ۹۰ درصد از انتشار گازهای گلخانه‌ای کاهش یابد و فقط حداکثر ۱۰ درصد باقی‌مانده تا سطح ۱٫۵ درجهٔ سانتیگراد جبران شود. سازمان‌ها معمولاً با خرید اعتبار کربن، میزان باقی‌ماندهٔ انتشار خود را جبران می‌کنند.
در اوایل دههٔ ۲۰۲۰، انتشار صفر خالص به یک چارچوب اصلی برای اقدامات اقلیمی تبدیل شد. بسیاری از کشورها و سازمان‌ها در حال تعیین اهداف صفر خالص هستند. تا نوامبر ۲۰۲۳، حدود ۱۴۵ کشور اهداف صفر خالص را اعلام کرده یا در حال بررسی آن هستند که نزدیک به ۹۰ درصد از انتشار گازهای گلخانه‌ای جهان را پوشش می‌دهد. این کشورها شامل برخی از کشورهایی هستند که در دهه‌های گذشته در برابر اقدامات اقلیمی مقاومت می‌کردند. اهداف صفر خالص در سطح کشور اکنون ۹۲٪ از تولید ناخالص داخلی جهانی، ۸۸٪ از انتشار گازهای گلخانه‌ای و ۸۹٪ از جمعیت جهان را پوشش می‌دهد. ۶۵ درصد از ۲۰۰۰ شرکت بزرگ سهامی عام بر اساس درآمد سالانه اهداف خالص صفر دارند. در میان شرکت‌های فرچون ۵۰۰، این درصد ۶۳٪ است. اهداف شرکت می‌تواند هم از اقدامات داوطلبانه و هم از مقررات دولتی ناشی شود.
ادعاهای مربوط به صفر خالص از نظر میزان اعتبار بسیار متفاوت هستند، اما اکثر آنها با وجود افزایش تعداد تعهدات و اهداف، اعتبار کمی دارند. در حالی که ۶۱ درصد از انتشار دی‌اکسید کربن جهانی تحت پوشش نوعی هدف صفر خالص قرار دارد، اهداف معتبر تنها ۷ درصد از انتشار گازهای گلخانه‌ای را پوشش می‌دهند. این اعتبار پایین، نشان‌دهندهٔ فقدان مقررات الزام‌آور است. همچنین به دلیل نیاز به نوآوری و سرمایه‌گذاری مداوم برای امکان‌پذیر کردن کربن‌زدایی است.
تا به امروز، ۲۷ کشور قانون داخلیِ صفر خالص را تصویب کرده‌اند. در حال حاضر هیچ قانون ملی وجود ندارد که شرکت‌های مستقر در آن کشور را از نظر قانونی ملزم به دستیابی به انتشار صفر خالص کند. با این حال، چندین کشور، به عنوان مثال سوئیس، در حال تدوین چنین قوانینی هستند.

## تاریخچه و توجیه علمی
ایدهٔ انتشار صفر خالص از تحقیقاتی در اواخر دههٔ ۲۰۰۰ دربارهٔ چگونگی واکنش جو، اقیانوس‌ها و چرخهٔ کربن به انتشار دی‌اکسید کربن ناشی شد. این تحقیق نشان داد که گرمایش جهانی تنها در صورتی متوقف خواهد شد که انتشار دی‌اکسید کربن به صفر خالص کاهش یابد. انتشار صفر خالص برای اهداف توافق پاریس اساسی بود. در این بیانیه آمده است که جهان باید «در نیمه دوم این قرن، به تعادلی بین انتشار گازهای گلخانه‌ای ناشی از فعالیت‌های انسانی از طریق منابع و حذف آنها از طریق چاهک‌ها دست یابد». اصطلاح «صفر خالص» پس از انتشار گزارش ویژه هیئت بین دولتی تغییرات اقلیمی در مورد گرمایش جهانی ۱٫۵ درجه سانتیگراد، محبوبیت پیدا کرد. در سال ۲۰۱۸، این گزارش بیان کرد که «رسیدن به صفر خالص انتشار جهانی دی‌اکسید کربن ناشی از فعالیت‌های انسانی و حفظ آن و کاهش نیروی تابشی خالص غیر دی‌اکسید کربن، گرمایش جهانی ناشی از فعالیت‌های انسانی را در مقیاس‌های زمانی چند دهه‌ای متوقف خواهد کرد (با اطمینان بالا).»